# Буддизм и гомосексуальность
Отношение к гомосексуальности в буддизме варьируется от традиции, школы и даже конкретного учителя — от игнорирования вопроса, по мнению ряда ученых, ранний буддизм не накладывал особого порицания на гомосексуальные отношения, до определения гомосексуальности как неправильного сексуального поведения. Вполне вероятно, что на китайский буддизм повлияли конфуцианские нормы, запрещающие гомосексуальные браки. В буддизме брак является секулярным. Гомосексуальное половое поведение, наравне с гетеросексуальным, запрещено для монахов в Винае.

## В буддизме Тхеравады
Буддизм Тхеравады в целом относится к гомосексуальному сексу более терпимо, чем к гетеросексуальному. В Палийском каноне прямо говорится о том, что сексуальные практики вообще запрещены в монашеском кодексе (для монахов), но гомосексуальный половой акт удостоен меньшему порицанию, вплоть до того, что некоторые виды гомосексуального секса требуют только покаяния, но не наказания. Этот кодекс был написан на острове Ланка в 29 году до н. э. и распространялся только на монахов, но не на обычное население. В древних китайских переводах Агамы это даже не оспаривается. Мирянина лишь просят избегать секса с определенными категориями людей (несовершеннолетними, женатыми, монахами и т. д.). Это также подтверждается отсутствием гомосексуальности в списке сексуальных проступков, составленном в 14 веке Упасакаджаналанкарой, который был написан в Шри-Ланке в 14 веке и вновь стал влиятельным в 17 веке в королевстве Кандия.
Буддизм Тхеравады наиболее распространён в странах Юго-Восточной Азии и претендует на обладание оригинальными учениями буддизма. В этой традиции различают только два образа жизни: жизнь монаха и жизнь мирянина.
От буддийских монахов ожидают, что они должны жить жизнью безбрачия, то есть отречься от любой разновидности сексуальных контактов. В своде правил Винаи присутствует предписание, направленное против тех, кто открыто выражает свои гендерные проявления или любые сексуальные желания, включая гомосексуальные.
От мирян ожидают того, что они будут придерживаться Пяти предписаний буддизма. Третье предписание указывает, что человек должен воздерживаться от распущенности и дурного сексуального поведения. Под дурным сексуальным поведением традиционно понимают такие действия, как принудительный секс, сексуальное домогательство, растление малолетних и супружеские измены. Поскольку гомосексуальность явно не упомянута ни в одном из высказываний Будды, записанных в Палийских Канонах (Трипитаке), большинство интерпретаторов считает, что гомосексуальность должна оцениваться так же, как и гетеросексуальность.
Несмотря на все это, в реальной жизни буддистские страны Тхеравады не столь открыты для гомосексуальной практики. Это непосредственно связано с культурными нормами, а также понятием кармы, вера в которую ещё сильна в таких странах как Таиланд и Лаос. С этой точки зрения особенности человека и препятствия на его жизненном пути — результат проступков или благодеяний прошлой жизни. Гомосексуальность и другие альтернативные формы сексуальности часто характеризуются как кармические последствия за дурное гетеросексуальное поведение в прошлой жизни.

## В буддизме Махаяны и Ваджраяны
В канонической Лотосовой сутре, лежащей в основе доктрин буддийских школ Нитирэн и Тэндай, бодхисаттве запрещается водить дружбу и сближаться с «пятью видами немужчин», в перечень которых пассивные и активные гомосексуалы входят наряду с евнухами, гермафродитами и импотентами.
Один из основателей традиции кагью Гампопа (XII век), основываясь на хинаянских писаниях III века авторства Васубандху, писал, что оральный и анальный секс как с мужчиной, так и с женщиной — это нарушение обета пратимокши, касающегося прелюбодеяния. Лонгченпа, — одна из ключевых фигур традиции ньингма, — цитируя индийского наставника Асангу, уточняет, что к неправильным объектам соития относятся также и собственные руки.
Последующие тибетские наставники всех четырёх школ полностью заимствовали эти предписания, однако Янгёнпа, один из основателей школы друкпа, одного из ответвлений традиции кагью, в одном из своих сочинений неожиданно положительно оценивает пандаков (тиб. ma ning — «бесполых» или «лишённых половых органов») на том основании, что они занимают «срединную позицию», сбалансированное положение между мужественностью и женственностью, описывая их как «находящихся между мужским выдохом и женским вдохом» и сравнивая со «сбалансированным центральным каналом, в противоположность слишком напряжённому мужскому каналу и слишком расслабленному женскому».
Далай-лама Тендзин Гьяцо, неоднократно касавшийся этого вопроса в своих книгах и интервью, полностью поддерживает традиционную оценку гомосексуального секса, придерживаясь того взгляда, согласно которым любые типы сексуального соития, отличные от естественного порядка «пенис-вагина», будь то анальный, оральный секс или же мастурбация, ведут к неблагим последствиям: «Даже если вы делаете это с собственной женой, через её рот или любое другое отверстие, это — неблагое сексуальное поведение. Использовать при этом собственную руку — тоже будет неверным сексуальным поведением».
В 1994 году в интервью журналу для геев «Out», отвечая на вопросы о гомосексуальности, Далай-лама высказал мнение: "Если меня спросят, нормальна гомосексуальность или же нет, я прежде переспрошу: «А что об этом думает ваш партнёр?» Если вы оба согласны, тогда, думаю, я отвечу: «Если двое мужчин или женщин добровольно вступают в отношения с целью доставить друг другу удовольствие, и при этом не вредят другим, тогда всё в порядке».[уточнить] Однако в своей книге «Beyond Dogma», изданной в 1996 году, он поясняет: «Сексуальный акт признаётся подобающим, если используются лишь предназначенные для него органы, и ничего большe… гомосексуальность, женская ли, мужская ли, сама по себе не плоха. Плохо то, что при этом в сексе используются органы, заведомо обозначенные как неподобающие».
При этом Далай-лама уточняет, что даже гомосексуальный секс неприемлем не вообще, а лишь для последователей буддизма: «Это — часть того явления, что мы, буддисты, зовём неблагодетельным сексуальным поведением. Органы, созданные для воспроизводства потомства, мужской и женский — вот что должно использоваться, а всё, что отклоняется от этой нормы, с буддийской точки зрения неприемлемо», при этом гетеросексуальный нерепродуктивный секс полностью приемлем. Далай-лама отмечает, что принципиальный момент здесь — это точка зрения, буддийская или небуддийская: «С буддийской точки зрения, секс мужчины с мужчиной или женщины с женщиной как правило признаётся неподобающим. Но с точки зрения общества добровольные, основанные на взаимном согласии гомосексуальные отношения могут быть взаимовыгодны, радостны и безвредны».
Разъясняя эти темы, Далай-лама постоянно опирается на тексты Васубандху, Асанги и Ашвагхоши, а также объясняет интересующимся ЛГБТ-группам, что он не правомочен самостоятельно переписывать и переустанавливать нормы Винаи, и это в состоянии сделать лишь собрание старейшин из всех буддийских традиций.
Известный американский буддолог и переводчик А. Берзин полагает, что некоторые буддийские тексты, рассматривающие гомосексуальные акты как недолжные, исходят из логики порицания сексуальных излишеств: «Если у гетеросексуального мужчины уже есть партнер, и мужчина в этой ситуации, руководимый навязчивым желанием и неудовлетворенностью, начинает экспериментировать и занимается сексом не только со всеми типами женщин, которые находятся под защитой или которые являются партнерами другого мужчины, но также с мужчинами и коровами, и кто знает, с кем еще, тогда это, очевидно, разрушительно». Берзин отмечает, что данные тексты «были написаны с позиции гетеросексуального мужчины», и что «мы также можем по-другому посмотреть на систему в целом, говоря о том, что было бы разрушительным и созидательным сексуальным поведением для гомосексуального мужчины или женщины, а также для бисексуалов. Потому что занятие сексом с чужим партнером было бы также разрушительным и для этих людей. Похоже, что в духе буддийских учений было бы сделать вывод, что любое этическое предписание нужно формулировать для каждой из возможных групп, к которой оно может относиться».